# 老兵不死
“老兵不死”（英語：Old soldiers never die）是英语的口号，完整版是“老兵不死，只是逐漸凋零”（英語：Old soldiers never die, they simply fade away）。它是由士兵的民俗歌曲《Old Soldiers Never Die》中的一段组成的：

Old soldiers never die,

Never die, never die,

Old soldiers never die,

They simply fade away.

这首歌是英国陆军对福音歌曲《Kind Thoughts Can Never Die》的改编。

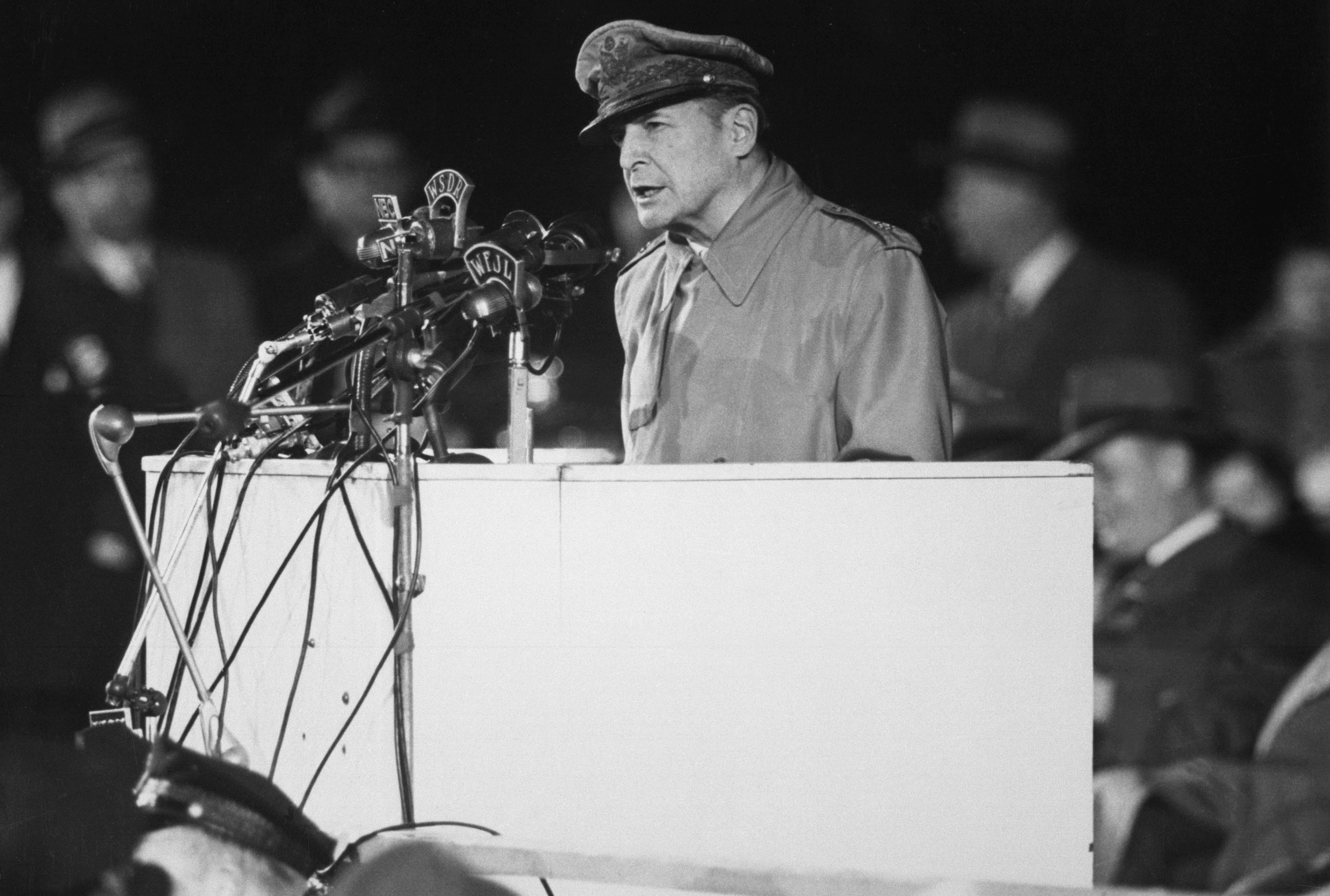
1951年4月19日,麦克阿瑟在国会大厦发表了题为《老兵不死》的著名演讲

道格拉斯·麥克阿瑟將軍在1951年4月19日向美國國會發表的告別演說中使用了這句話（這場演說後來被稱為「老兵不死」演說）：

...「但我仍然記得那時最受歡迎的兵營民謠中的一句副歌，驕傲地宣稱『老兵不死，只是逐漸凋零。』

就像那首民謠中的老兵一樣，我現在結束了我的軍旅生涯，靜靜地消失，一位盡職盡責的老兵，因著上帝賜予他光明，看到他的職責。」